# 平井康三郎
平井 康三郎（ひらい こうざぶろう、1910年（明治43年）9月10日 - 2002年（平成14年）11月30日）は、日本の作曲家。本名、平井保喜（ひらい やすき）。

## 経歴
高知県吾川郡伊野町（現：いの町）出身。父親・惣太郎の影響で、家にはオルガンや蓄音器がある等、音楽的に恵まれた環境で育った。伊野小学校から、1923年（大正12年）に旧制土佐中学校（現：土佐中学校・高等学校）入学。土佐中学校在学中に当時の校長：三根円次郎（ディック・ミネの父）が生徒向けに用意していた蓄音機で音楽を聴き、独学でヴァイオリンを練習したことがNHKのラジオ番組で息子の平井丈一朗によって語られた。1929年（昭和4年）に東京音楽学校（現：東京藝術大学音楽学部）ヴァイオリン科に進学し、ローベルト・ポラックに師事して1934年（昭和9年）に卒業。同校研究科作曲部でクラウス・プリングスハイムに作曲と指揮法を師事して1936年（昭和11年）に修了した。
1937年（昭和12年）から1947年（昭和22年）の期間、東京音楽学校で教鞭を取る傍ら、作曲活動を行い、「平城山」や「スキー」などを作曲した。その後は、文部省教科書編纂委員として音楽教科書編纂等に携わる。また、NHK専属作曲・指揮者、合唱連盟理事、日本音楽著作権協会理事、大阪音楽大学教授等を歴任。
1965年（昭和40年）、「詩と音楽の会」を結成。日本の新しい歌曲、合唱曲集の創作活動を行う。作品は、器楽、声楽（洋楽・邦楽）と広範囲にわたる。小学校や中学校の校歌も数多く手がけた。
1973年（昭和48年）、紫綬褒章受章。1982年（昭和57年）、勲四等旭日小綬章受章。1983年（昭和58年）、伊野町名誉町民。1992年（平成4年）、よんでん芸術文化賞、毎日出版文化賞を受賞。
2002年（平成14年）11月30日、肺炎で死去。享年93(満92歳没)。

## 親族
妻は、東京音楽学校で共に学び、桐朋学園大学ヴァイオリン科名誉教授を務めた平井友美子（疋田小枝）。息子に、チェリストの平井丈一朗、東京芸術大学名誉教授でピアニスト・音楽芸術博士の平井丈二郎（皇后雅子様のピアノの師）。孫に、指揮者・作曲家の平井秀明、ピアニスト平井元喜、平井丈二郎の長女でピアニスト・ソプラノ・音楽博士の平井李枝（内閣府国家戦略室選出「世界で活躍し『日本』を発信する日本人」）、平井丈二郎の長男でピアニスト・音楽博士の平井裕也。

## 主要作品
本名名義で発表された楽曲もある。

### 管弦楽
- 箏と管弦楽のための奇想曲（1933年）
- 組曲「虫の国の音楽祭」（1941年）
- 大東亜戦争行進曲「南進日本」（1942年）
- クラリネットと弦楽のための牧歌（1943年）
- 大行進曲ハ長調（1943年、焼失）
- 「愛馬進軍歌」による大行進曲（1943年頃）
- 輝ける朝（1944年、焼失）
- 汽車（1944年、焼失）
- 横笛幻想曲（1944年）
- 交響詩「捧げまつる靖國の御霊に」
- 鎮魂曲（1945年、焼失）
- 組曲「草の上」（1947年）
- 序曲「チューリップと蝶々」
- 序曲「花園にて」（1948年）
- ヴァイオリン協奏曲第1番ト短調（1950年）
- 日本子守唄集（1951年）
- 山中節による奇想曲（1951年）
- 箏協奏曲第1番（1952年）
- 弦楽のための幻想曲（1954年）
- おやすみ番組第一から第七
- 新年の詩第一、第二
- 慶祝音楽（1959年）
- 日本民謡による交響譚詩（1963年）
- 室内管弦楽のための「海の変態」（1967年、歌曲「九十九里浜」による）
- 管弦楽のための「平城山」（1979年）
- 交響詩「土佐風土記」（1981年）
- 日本子守唄集（1984年）
- 箏幻想曲

### 室内楽・器楽
- ピアノ三重奏曲ニ短調（1941年、焼失）
- 弦楽三重奏曲第1番ニ長調（1938年、焼失）
- 弦楽四重奏のための日本狂詩曲第1番～第3番
- 箏四重奏曲
- ギター三重奏曲
- ピアノ四重奏曲「冬の物語」（1943年）
- 2つのヴァイオリンのためのソナタ（1945年）
- 「夏は来ぬ」による弦楽四重奏のための変奏曲（1946年）
- 弦楽三重奏曲第2番ハ短調
- 箏とオーボエのためのソナタ
- 水に寄せる幻想（2面の箏とヴァイオリンのための、1952年）
- 秋の間奏曲第1番、第2番（ヴァイオリンと箏のための、1952年）
- チェロとハープのための「ゆりかご」
- ピアノ連弾による「高田三郎氏夫妻に贈る変奏曲」（1943年）
- ピアノ連弾のためのポルカ（1948年）
- ピアノ連弾のためのワルツト長調（1948年）
- ヴァイオリンとピアノのための「かやの木山」
- ヴァイオリンとピアノのための「仔馬の散歩」
- ヴァイオリンとピアノのための「漁村の曙」Down at a fishing village
- ヴァイオリン独奏組曲「屋上こども遊園」Children's play ground on the roof（ヴァイオリン・ピアノ）
- チェロとピアノのための「さくらさくら」によるパラフレーズ Paraphrase on a Japanese folk-tune Sakura
- 無伴奏バイオリンのための三つの綺想曲 3 caprices for violin solo (unaccompanied)

### ピアノ曲
- 幻想曲「さくらさくら」 Sakura-sakura: A fantasy for piano（ピアノ）
- 「荒城の月」の主題による変奏曲 Variations on the theme of "Kojo no tsuki"（ピアノ）
- 主題と変奏曲ロ短調（焼失）
- ピアノ・ソナチネイ短調（焼失）
- アンダンテ・トリステ
- 夜想曲ホ短調（焼失）
- 24のインヴェンション（焼失）
- 組曲「若者のうたえるうた」
- 夜想曲第3番「夜のいこい」（1945年）
- ロマン・ロランの「ベートーヴェンの生涯」を読みて（1946年）
- 古典形式によるソナチネ変ロ長調（1948年）
- 郷愁の詩（1948年）

### 邦楽器
- 子守唄変奏曲（箏）
- 歓喜の曲（2面の箏）
- 祝典箏協奏曲（合奏）
- わらべ唄による狂詩曲（三曲合奏）

### 独唱曲
（）内の人物は明記しない限り作詩（作詞）者。
- 聖戦歌曲集「雪華」（野村玉枝）
- 歌曲集「日本の笛」Japanese flute（北原白秋）- 男声合唱版あり
- 歌曲集「日本の花」（大木惇夫）
- 三つの輓歌（鈴木松子）
- 平城山（北見志保子）- 混声・女声合唱版あり
- ゆりかご（平井康三郎）- 混声・女声合唱版あり
- 秘唱（西條八十）
- ふるさとの（石川啄木）
- しぐれに寄する抒情（佐藤春夫）
- 五月（林柳波）
- 夜曲（内田厳）
- 大満洲建国奉賛歌（菟道春千代)

### 合唱曲
- 交声曲「幕末愛国歌」
- 交声曲「新たなるひむがしの歌」（土岐善麿）
- 交声曲「大いなる哉」（林古渓）
- 交声曲「不盡山を見て」（山部赤人）
- 日本女声合唱曲集第一巻
- 日本女声合唱曲集第二巻
- 交声曲「宍道湖」（佐佐木信綱）
- 交声曲「泉」（野村俊夫）
- 交声曲「ほぎうた」（鈴木松子）
- 交声詩曲「山頂雷雨」（鈴木松子）
- 祝婚歌「なよたけ」（鷹司平通と孝宮和子内親王の婚礼を祝して、鈴木松子）
- 交声曲「くじらの結婚」（1969年）
- 合唱讃歌（平井康三郎）
- 箏の頌（平井康三郎）
- 親鸞聖人御誕生の歌（薮田義雄）
- 男声合唱のための組曲「若人はうたう」（恩田幸夫）
- わすれなぐさ（ウィルヘルム・アレント（ドイツ語版）；上田敏訳）
- お江戸日本橋
- 潮音（島崎藤村）
- ハイキング（藪田義雄）

### 童謡
- 雛祭（林柳波）
- スキー（時雨音羽）
- とんぼのめがね（額賀誠志）
- そうだん（勝承夫）

### 舞台音楽
- 舞踊詩「幻の横笛」（弦楽四重奏）
- 舞踊詩「白鷹」（弦楽四重奏）
- 舞踊詩「石にも声あり」（弦楽四重奏、焼失）
- 舞踊歌劇「保名」（3管編成と合唱、焼失）
- 劇音楽「お蝶夫人」（デーヴィッド・ベラスコ原作、1952年）
- オペレッタ「竹取物語」

### 団体歌
社歌・校歌・園歌など
| - 東武鉄道社歌（大木惇夫） - 日本航空社歌（勝承夫） - 日本長期信用銀行愛唱歌（村岡昭一郎） - 金沢美術工芸大学学歌（室生犀星） - 茨城大学校歌（土岐善麿） - 千葉大学大学歌（勝承夫） - 大妻女子大学・大妻中学校・高等学校等 大妻学院校歌（土岐善麿） - 東京工芸大学校歌（勝承夫） - 大阪市立大学学生歌（作詞者不詳） - 摂南大学大学歌（喜志邦三） - 高知工業高等専門学校校歌（脇太一） - 栃木県立宇都宮中央女子高等学校校歌（神保光太郎） - 青森県立五戸高等学校校歌（土岐善麿） - 東京都立小平高等学校校歌（勝承夫） - 東京都立鷺宮高等学校校歌（勝承夫） - 東京都立竹早高等学校校歌（木俣修） - 東京都立田園調布高等学校校歌（木俣修） - 東京都立小山台高等学校校歌（栗原源七） - 東京都立町田高等学校（若林牧春） - 板橋区立大谷口小学校校歌 - 板橋区立富士見台小学校校歌（勝承夫） - 神奈川県立平塚江南高等学校校歌（木俣修） - 長野県立木曽高等学校校歌（窪田章一郎） - 名古屋市立北高等学校校歌（山崎敏夫） - 愛知県立千種高等学校校歌（丸山薫） - 富山県立高岡工芸高等学校校歌（松坂直美） - 近江高等学校校歌（木俣修） - 大阪府立四條畷高等学校校歌（安西冬衛） - 奈良県立桜井高等学校校歌（前川佐美雄） - 奈良県立畝傍高等学校校歌（北見志保子） - 奈良県立高田高等学校校歌（土岐善麿） - 和歌山県立田辺高等学校校歌 - 高知県立安芸中学校・高等学校校歌（横山青娥） - 高知県立伊野商業高等学校校歌（本間一咲） - 高知県立高知南高等学校校歌（坂本稔） - 高知県立室戸高等学校校歌（草野心平） - 土佐中学校・高等学校応援歌（河野伴香） - 土佐中学校・高等学校30周年記念歌（川添萬夫） - 高知中学校・高等学校校歌（橋詰泰二） - 明徳義塾中学校・高等学校校歌（橋詰泰二） - 長崎県立佐世保北中学校・高等学校校歌（校歌選定委員会） - 熊本県立第一高等学校校歌（勝承夫） - 彦根市立東中学校校歌（木俣修） - 喜多方市立第三中学校校歌（勝承夫） - 宇都宮市立古里中学校校歌（郷間儀一郎） - 川越市立富士見中学校校歌（阪本越郎） - 千葉市立蘇我中学校校歌（勝承夫） | - 東京学芸大学附属世田谷中学校校歌（阪本越郎） - 文京区立茗台中学校校歌（勝承夫） - 世田谷区立希望丘中学校校歌（江間章子） - 中野区立第九中学校校歌（木俣修） - 武蔵野市立第三中学校校歌（林柳波） - 三鷹市立第一中学校校歌(時雨音羽) - 川崎市立南生田中学校校歌（中村泰明） - 相模原市立大沢中学校校歌（勝承夫） - 秦野市立本町中学校校歌（土岐善麿） - 阿賀野市立水原中学校校歌（中西悟堂） - 静岡大学教育学部附属島田中学校校歌（土岐善磨） - 静岡市立服織中学校校歌（中勘助） - 大村市立西大村中学校校歌 - 館林市立第二小学校校歌（土岐善麿） - 那珂川町立馬頭小学校校歌（勝承夫） - 水戸市立常盤小学校校歌（土岐善麿） - かすみがうら市立佐賀小学校校歌 - 川越市立仙波小学校校歌（勝承夫） - 筑西市立明野五葉学園（旧明野中学校） 校歌（宮沢章二） - 中央区立佃島小学校校歌（出口敏夫） - 杉並区立杉並第一小学校校歌 - 板橋区立若木小学校校歌（勝承夫） - 小金井市立第三小学校校歌（勝承夫） - 八王子市立横山第一小学校校歌（勝承夫） - 船橋市立船橋小学校校歌（勝承夫） - 川崎市立柿生小学校校歌（勝承夫） - 平塚市立大野小学校校歌 - 平塚市立花水小学校校歌 - 小田原市立富水小学校校歌 - 長野市立加茂小学校校歌（勝承夫） - 松本市立寿小学校校歌（勝承夫） - 松本市立女鳥羽中学校校歌（五味保義） - 池田町立会染小学校校歌（勝承夫） - 珠洲市立飯田小学校校歌 - 富士宮市立大宮小学校校歌（勝田香月） - 名古屋市立正木小学校校歌（勝承夫） - 上尾市立大石小学校校歌（勝承夫） - 上尾市立大石中学校校歌（勝承夫） - 茂原市立茂原小学校校歌 - 茂原市立本納小学校校歌 - 立川市立立川第五中学校校歌 - 藤沢市立第一中学校校歌（土岐善麿） - 和歌山県新宮市立千穂小学校校歌 - 神奈川県立伊勢原高等学校校歌 - 町田市立町田第四小学校校歌（若林牧春） - 笛吹市立春日居小学校校歌(藪田義雄) - 大和高田市立磐園小学校校歌(前川佐美雄) |

## 著書
- 作曲指導（同学社、1952年）
- 合唱編曲法入門（音楽之友社、1952年）
- 合唱編曲法（音楽之友社、1968年）